# Pabellones marinos del Palacio Beylerbeyi
Los pabellones marinos son dos pabellones idénticas llamadas del complejo del Palacio Beylerbeyi.

## Historia
El palacio de madera, que anteriormente se encontraba en la misma zona, fue demolido entre 1861 y 1863 y en su lugar se inició la construcción de un nuevo palacio. 
Junto con este nuevo complejo de edificios diseñado por Sarkis Balyan y terminado en 1864 también se construyeron pabellones marinos. Con la proclamación de la República, el Palacio Beylerbeyi dejó de ser propiedad de los sultanes otomanos. Artículo 9 de la ley de 3 de marzo de 1924, que estipulaba la abolición del Califato . De acuerdo con el artículo, las propiedades pertenecientes al sultán fueron nacionalizadas y la gestión de estos lugares quedó en manos de la Gran Asamblea Nacional de Turquía. Con el decreto del entonces Consejo de Ministros de 8 de enero de 1925 y número 1371, la propiedad del Palacio Beylerbeyi y del Palacio Dolmabahçe pasó a la gestión de la Dirección de Palacios Nacionales, que se creó el mismo año, para ser protegidos bajo la nombre de "Palacios Nacionales".
El palacio, que fue abierto a los visitantes por decisión de la Presidencia de la Gran Asamblea Nacional de Turquía de 10 de julio de 1964, por la que pasó la gestión de la instituciónl, fue cerrado a los visitantes "por la posibilidad de sabotaje". con carta de la Dirección de Administración de la Asamblea de fecha 14 de enero de 1971 y numerada 36.  Aunque el palacio fue reabierto a los visitantes con decisión del 28 de marzo de 1981 y de 1113, las mansiones del mar no figuraban entre los lugares visitables durante esos períodos. El palacio, que recibió el estatus de museo por decisión número 55 del Consejo Presidencial del 3 de mayo de 1985, se abrió a los visitantes con su nuevo estatus el 5 de julio de 1985.

## Arquitectura
Entre las mansiones con el mismo diseño, ubicadas en la pared entre el muelle del complejo y el palacio, la que da al Palacio Selamlik se llama Pabellón Selamlık, y la que da al jardín del harén se llama Pabellón Harem.
Las decoraciones del techo de las mansiones pertenecen a Kalemkâr Abraham y Mason.